# قالی شهرکرد
قالی شهرکرد، گونه‌ای قالی ایرانی و از صنایع دستی همین خطه است که امروز و در گذشته تولید می‌شده‌است.
منطقه چهار محال و بختیاری در دامنه کوه‌های زاگرس قرار دارد. شهرکرد از مراکز تولید قالیهای دوپوده است. قالیهای بافت این مرکز با رنگهای درخشان و طرحهای شکسته همپای بلداجی است با این تفاوت که گاهی نمونه قالیهای مرغوبتر نیز در اینجا یافت می‌شود. سامان: در این ناحیه قالیهای دو پوده مرغوب بافته می‌شود و به دلیل طرحهای نیمه شکسته، ترنجها و طرح قابقابی و رنگ قرمز مایل به قهوه‌ای قابل تشخیص می‌باشند. چالشتر: از مناطق ناحیه ۴ شهرداری شهرکرد است که مرکز بافت ظریف‌ترین قالیهای بختیاری است. در این روستا طرح بته و طرحهای دیگر بافته می‌شوند از ویژگیهای خاص دستبافهای چالشتر کاربرد طرحهای نیمه گردان است. بافته‌های ظریف و مرغوب مرکز بختیاری بیشتر به بی بی باف یا خانم باف یعنی دستباف مادر بزرگ مشهور است. در این ناحیه بیشتر طرح قابقابی(سرو و کاج) یا خشتی رایج است که در این گونه طرح ها یک یا چند واگیره در سراسر متن فرش تکرار میشود.

## طرز بافت و خصوصیات
در حال حاضر بافتنی بی بی بافها در چالشتر در منطقه شهرکرد پیگیری می‌شود. اما توسط اجتماعات روستایی و آن هم در چهار چوب صنایع دستی و به نام قالی خشتی
نقش‌های مورد استفاده در قالی بی بی باف که به خشتی نیز معروف هستند، نقش‌های گیاهی و شکارگاهی می‌باشند که به آن جانوری نیز می‌گویند. در طرح خشتی از انواع پرنده، سرو کاج و حیوانات و گیاهان استفاده می‌شود.

قالی بختیاری قالی بختیاری گونه‌ای قالی ایرانی است که توسط هنرمندان و بافندگان ایل بزرگ بختیاری در استان‌های مختلف بختیاری نشین مثل خوزستان، اصفهان، لرستان، چهارمحال و بختیاری و مرکزی تولید می‌شود. فرش بختیاری هم اینک ثبت جهانی شده است. در همهٔ شهر و روستاهای استان چهار محال و بختیاری فرش‌ بافی رایج است این کار از دیر باز به صورت سنتی انجام میشده و بیشتر توسط زنان و دختران در خانه انجام می‌شود. این قالی از دیر باز به خاطر نقش، رنگ و همچنین دوام بالا از محبوبیت خاصی برخوردار بوده‌است.

## طرح‌های رایج[ویرایش]
قالی‌های بختیاری:
1. خشتی (خشتی جانوری خشتی گل و گیاه)
2. ترنجی (لچک و ترنج)
3. سرو و کاج قابی سماوری (حقه‌ای)
4. گل مینا (گل اشرافی)
5. گلدانی شرابه (گل پتو، گلدانی خمره‌ای)
6. گلدانی و درختی

## رنگ‌بندی[ویرایش]
نوع رنگ لاکی مورد استفاده و همچنین سبز خاص قالی بختیاری از مهمترین ویژگی رنگ‌های فرش این استان است که با سایر موارد مشابه در دیگر فرش‌های ایران تفاوت دارد. رنگ‌های مورد استفاده در این قالی‌ها بیشتر در زمینه‌های قرمز، آبی روشن، آبی سیر، سبز، نارنجی و زرد است.
در گذشته زنان عشایر بختیاری در اوقات خاص یا هنگام جابه‌جایی‌های سالانه خود گیاهان رنگدار طبیعی را جمعآوری و خشک می‌کردند. سپس با شناختی که از خاصیت رنگ دهی آنها داشتند٬ آنها را در آب جوشانده و مایه رنگین آنها را استخراج کرده و همراه با دندانه آب انار ترش مورد استفاده قرار می‌دادند و رنگ‌های با ثباتی به دست می‌آوردند. امروزه متأسفانه رنگ‌های باثبات گیاهی جای خود را به رنگ‌های درخشان ولی بی‌ثبات شیمیایی داده‌اند. این روش رنگرزی باعث تندی رنگ‌های خامه می‌شود. در بعضی موارد برای کاستن شدت تندی و پختگی رنگ‌ها، از خاکستر استفاده می‌کنند. 

## قالی یلمه
این قالیها توسط عشایر یلمه بافته می‌شود دارای رنگ ثابتی است و معمولاً از نه رنگ در بافت آنها استفاده می‌شود که عبارت است از: آبی، لاکی، سبز، سرمه‌ای، سفید، بنفش و سیاه؛ و دارای تار و پود پشم هستند
گل پتو
این فرش که با استفاده از گلهای پهن بافته می‌شود به گل فرنگی هم معروف است. در فرادنبه از بخش‌های شهرستان بروجن بافت این فرش توسط زنان انجام می‌شود و نقشه آن معمولاً ذهنی است
کف ساده: فرشی است بدون نقش و با زمینه سفید که بیشتر در چالشتر بافته می‌شود.